# De Tomaso Deauville

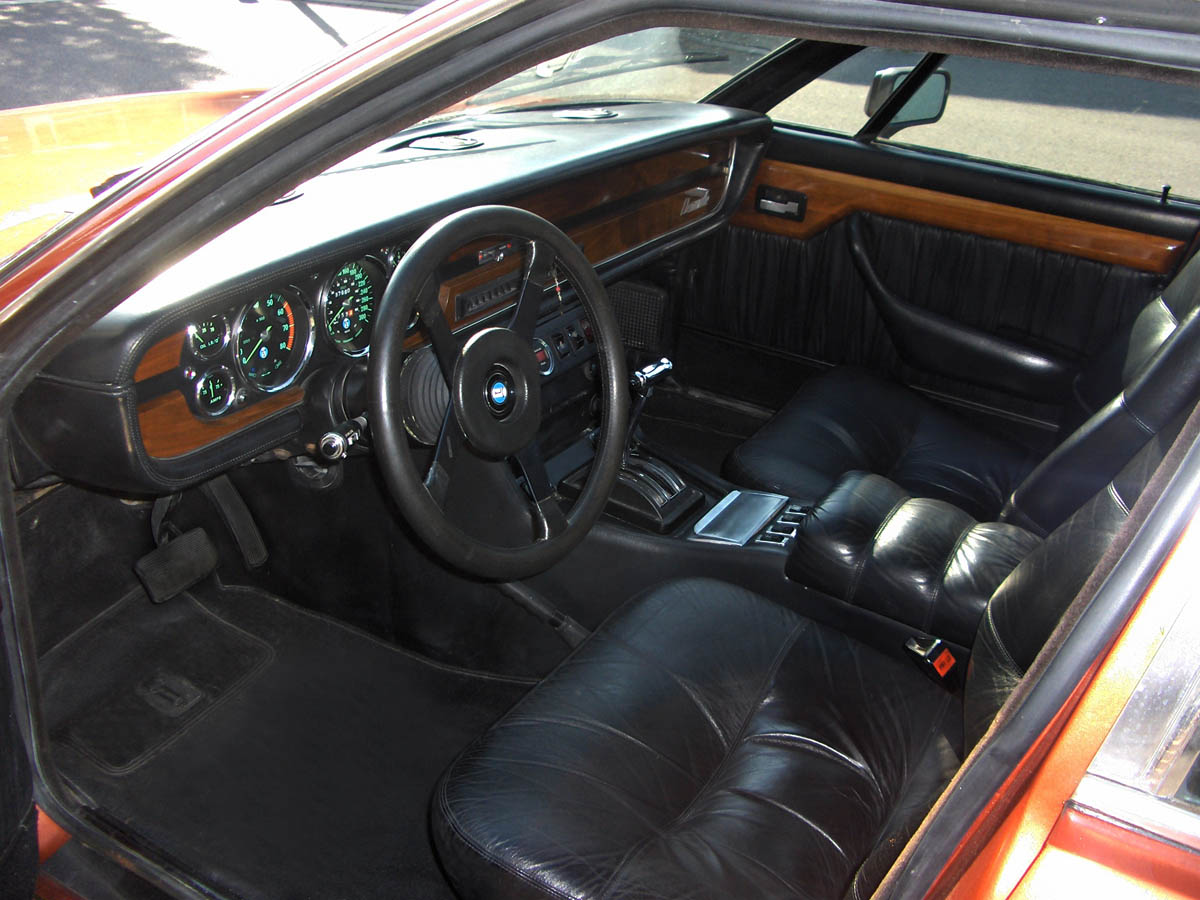
Interieur

Der De Tomaso Deauville ist eine viertürige Limousine des italienischen Automobilherstellers De Tomaso aus Modena.
Die Bezeichnung des Fahrzeugs weist auf den französischen Badeort Deauville hin, in dem sich eine bekannte Pferderennbahn befindet. Markengründer Alejandro De Tomaso trug damit der Vorliebe seiner Gattin Isabell Haskell für Pferderennen Rechnung.

## Konzept
Konzeptionell war der Deauville als Konkurrent des im Spätsommer 1968 erschienenen Jaguar XJ6 gedacht. Gleichzeitig sollte er aber auf dem nationalen Markt auch die Lücke füllen, die der Ende 1970 eingestellte Maserati Quattroporte I hinterlassen sollte.

### Urheber
Alejandro de Tomaso behauptete anlässlich der Vorstellung des Deauville, der Karosserieentwurf ginge auf die mit ihm befreundete Mailänder Modedesignerin Giulia Moselli zurück. Tatsächlich gestaltete Tom Tjaarda, der seinerzeit Designchef der Carrozzeria Ghia war, den Wagen.

### Eine Jaguar-Kopie?
Während in zahlreichen Beschreibungen der Deauville-Entwurf als bloße Kopie des Jaguar XJ6 angesehen wird, erklärte Tjaarda in einem Interview aus dem Jahr 2011, er habe das Design des Deauville bereits vor der Präsentation der Jaguar-Limousine entwickelt: Der Entwurf sei fertig gewesen, bevor sich Alejandro De Tomaso für den Bau einer viertürigen Limousine entschieden habe. Laut Tjaarda geht der Entwurf auf eine Ghia-Studie zurück, die er im Auftrag des amerikanischen Ford-Konzerns entwickelt habe. Dessen damaliger Präsident Lee Iacocca sei an einer nach amerikanischen Maßstäben kompakten Sportlimousine mit europäischem Stil interessiert gewesen. Bei der Gestaltung des Deauville-Karosserie habe Tjaarda die Linien des Lancia Marica und des De Tomaso Mustela I zitiert, zweier Studien, die er zuvor für Ghia entworfen hatte. Vier Jahre später erklärte er allerdings in einem anderen Interview, er habe den Auftrag erhalten, ein Auto zu entwerfen, das „wie der Jaguar XJ aussieht, aber kein Jaguar ist.“
In jedem Fall weist das Design des Deauville einige konzeptionelle Ähnlichkeiten zu dem des Jaguar XJ auf. Einige Detailfragen waren identisch gelöst, etwa die Motorhaube, die samt Kühlergrill, innerer Scheinwerfer und Frontstoßstange aufklappte, und die zwei separat zugänglichen Tanks.

### Technik
Das Fahrwerk und die Bodengruppe des Deauville wurden von Giampaolo Dallara entworfen; Detailfragen der Konstruktion erledigte die Carrozzeria Vignale.
Der Wagen ist rundum mit einzeln an doppelten Dreieckslenkern aufgehängten Rädern ausgestattet. Der Motor ist eine ebenso schlichte wie kraftvolle und solide Konstruktion: De Tomaso verwendete wie im Pantera einen Achtzylinder der Ford Cleveland-Baureihe. Offiziell war seine Leistung auf 270 PS gedrosselt worden, tatsächlich aber wurden nur besonders starke Motoren eingesetzt, um der fast zwei Tonnen schweren Limousine sportliche Fahrleistungen zu verleihen. Das Getriebe ist eine Ford-C6-Automatik. Auch ansonsten nutzte De Tomaso zahlreiche Anbauteile aus der Großserie: Die Hinterachse wurde etwa vom Jaguar Mark X übernommen, und die Lenksäule stammte aus der Lincoln-Produktion.
Die Karosseriebleche produzierte der Zulieferbetrieb Silver Car in Caramagna Piemonte.

## Modellgeschichte

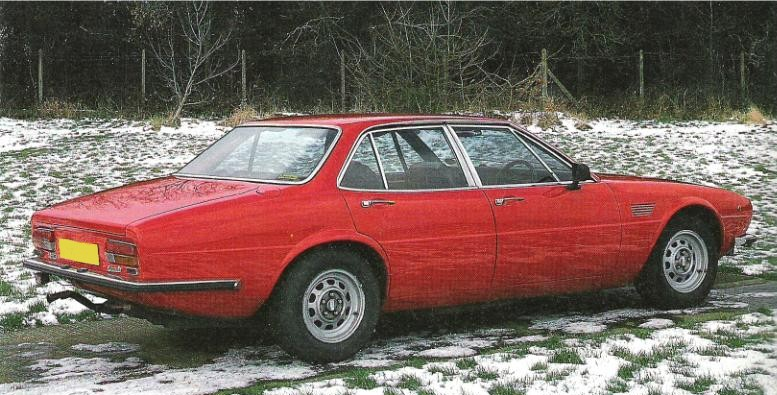
De Tomaso Deauville (1971–1978)

### Serie 1 (1971–1978)
Der De Tomaso Deauville wurde auf dem Turiner Autosalon 1970 vorgestellt. Die Produktion blieb gering. Den höchsten Jahresausstoß erreichte das Werk 1972, als 46 Deauvilles hergestellt wurden.

### Serie 2 (1978–1988)
1978 wurde eine zweite Serie des Deauville vorgestellt. Sie zeichnete sich durch eine geänderte Fahrwerksgeometrie sowie durch eine andere Positionierung des Motors aus. Das Triebwerk war nun im Hinblick auf eine bessere Gewichtsverteilung zehn Zentimeter weiter nach hinten versetzt. Schließlich wurde die bisherige Lincoln-Lenkung durch eine Konstruktion von ZF ersetzt.
Optisch entsprachen die Deauvilles der zweiten Serie anfänglich denen der Serie 1. Erst 1980 erhielten sie – analog zum De Tomaso Longchamp – breitere, in Gummi eingefasste Stoßstangen, in die die vorderen Blinker integriert waren.
Die überarbeiteten Fahrwerke des Deauville wurden ab 1978 als Grundlage für den neuen Maserati Quattroporte III verwendet, der wesentlich erfolgreicher war als der Deauville.

### Sonderversionen
- Die Carrozzeria Pavesi stellte mehrere gepanzerte Ausführungen des Deauville her. Eines dieser Fahrzeuge wurde vom damaligen italienischen Staatspräsidenten Sandro Pertini als Dienstfahrzeug genutzt.

- Vom Deauville der zweiten Serie wurde 1984 ein fünftüriger Kombi abgeleitet. Das Design der Frontpartie war im Detail überarbeitet worden; sie ähnelte mit vier rechteckigen Scheinwerfern im Ansatz der Gestaltung des Maserati Biturbo. Embo S.p.A. stellte das Fahrzeug im Auftrag von De Tomaso her.[14] Der Estate war ein Einzelstück und blieb der Nutzung durch die Familie de Tomaso vorbehalten[15].

## Erfolg und Bedeutung der Deauville
Der De Tomaso Deauville war kein kommerzieller Erfolg. Die Produktion der Limousine endete 1986, der Abverkauf der letzten Fahrzeuge dauerte allerdings noch bis 1988 an. In dieser Zeit entstanden 355 Exemplare. Mehr als 46 Fahrzeuge pro Jahr (1972) wurden nie produziert.
Der Deauville wird in den meisten Publikationen als hochwertiges Fahrzeug beschrieben, das insbesondere dem Iso Fidia hinsichtlich Verarbeitung, Sportlichkeit und Komfort deutlich überlegen war und in manchen Bereichen an die Qualitäten des Jaguar XJ herankam. Der mangelnde Erfolg des Autos wird zumeist auf seine in vielen Details offensichtliche Nähe zur amerikanischen Großserie zurückgeführt, aufgrund derer es hinter dem Image eines Maserati Quattroporte oder dem des Jaguar XJ deutlich zurückblieb.
Hinzu kam, dass der Deauville ein sehr teures Auto war. Auf dem britischen Markt kostete er zu Beginn der 1970er-Jahre viermal so viel wie ein Jaguar XJ6, in Deutschland war er 1978 nur geringfügig günstiger als ein Mercedes-Benz 450 SEL 6,9. Mit der Einführung dieses exklusiven Mercedes-Modells, vor allem aber mit der Präsentation des zwölfzylindrigen Jaguar XJ12, verlor der Deauville seinen Status als schnellste Serienlimousine Europas. Beide Modelle – der Jaguar und der Mercedes – waren schneller, alltagstauglicher und im Unterhalt weniger kostenintensiv als der Deauville.

## Konkurrenten
- Aston Martin Lagonda Series 1
- Bentley T-Series
- BMW 2500/2580
- Citroën SM Opéra
- Iso Fidia
- Jaguar Mark X
- Daimler Double Six
- Maserati Quattroporte II
- Mercedes-Benz 450 SEL 6,9
- Monica 560
- Monteverdi High-Speed 375/4
- Rolls-Royce Silver Shadow